# Відкритий чемпіонат Франції з тенісу 1997
Відкритий чемпіонат Франції з тенісу 1997  — тенісний турнір, що проходив на відкритому повітрі на ґрунтових кортах Стад Ролан Гаррос у Парижі з 26 травня по 8 червня 1997 року. Це був 96 Відкритий чемпіонат Франції, другий турнір Великого шолома в календарному році. 

## Огляд подій
Минулорічним чемпіоном одиночного розряду серед чоловіків був Євген Кафельников. Відстояти свій титул його не вдалося - у чвертьфіналі він поступився новому чемпіону Густаво Куертену з Бразилії. До цієї перемоги Куертен не мав жодного титулу турнірів ATP, на Ролан-Гаррос він не був сіяним. Він був першим бразилійцем, якому підкорився титул Великого шолома. Чемпіонат Франції Куертен виграватиме ще двічі.
У жінок минулорічна чемпіонка Штеффі Граф програла у чвертьфіналі. Новою чемпіонкою Франції стала хорватка Іва Майолі, для якої цей титул Великого шолома був першим і залишився єдиним. Майолі першою з хорватів, як жінок, так і чоловіків, виграла мейджор. 
У змаганні чоловічих пар Євген Кафельніков та Даніель Вацек відстояли свій минулорічний титул. У жіночому парному розряді перемогли титуловані Джиджі Фернандес та Наташа Звєрєва.  Для Фернандес це був 16-ий мейджор, для Зверєвої — 17-ий. Обидві тенісистки перемогли на Ролан-Гарросі вшосте.
У міксті Ріка Хіракі та Магеш Бгупаті виграли свої перші титули Великого шолома. І не тільки свої, а й для своїх країн. Хіракі стала першою переможницею мейджора з Японії, а Бгупаті — першим індійським чемпіоном Великого шолома.

## Результати фінальних матчів

### Дорослі
| Одиночний розряд. Чоловіки      |                                 |               |
| Густаво Куертен                 | Серхі Бругера                   | 6–3, 6–4, 6–2 |
|                                 |                                 |               |
| Одиночний розряд. Жінки         |                                 |               |
| Іва Майолі                      | Мартіна Хінгіс                  | 6–4, 6–2      |
|                                 |                                 |               |
| Парний розряд. Чоловіки         |                                 |               |
| Євген Кафельніков Даніель Вацек | Тодд Вудбрідж Марк Вудфорд      | 7–6, 4–6, 6–3 |
|                                 |                                 |               |
| Парний розряд. Жінки            |                                 |               |
| Джиджі Фернандес Наташа Звєрєва | Мері Джо Фернандес Ліза Реймонд | 6–2, 6–3      |
|                                 |                                 |               |
| Мікст                           |                                 |               |
| Хіракі Ріка Магеш Бгупаті       | Ліза Реймонд Патрік Гелбрайт    | 6–4, 6–1      |
|                                 |                                 |               |

### Юніори
| Одиночний розряд. Хлопці  |                                  |               |
| Даніель Елснер            | Луїс Орна                        | 6–4, 6–4      |
|                           |                                  |               |
| Одиночний розряд. Дівчата |                                  |               |
| Жустін Енен               | Кара Блек                        | 4–6, 6–4, 6–4 |
|                           |                                  |               |
| Парний розряд. Хлопці     |                                  |               |
| Хосе де Армас Луїс Орна   | Арно Ді Паскуале Жульєн Жанп'єр  | 6–4, 2–6, 7–5 |
|                           |                                  |               |
| Парний розряд. Дівчата    |                                  |               |
| Кара Блек Ірина Селютіна  | Майя Матевжич Катарина Среботнік | 6–0, 5–7, 7–5 |
|                           |                                  |               |